# Menjagrà de pit canyella
Sporophila hypoxantha, conegut com a Menjagrà de pit canyella en català és una espècie d'ocell passeriforme del gènere Sporophila que habita al centre-est de l'Amèrica del Sud.

## Distribució i hàbitat
Pel que fa a la seva distribució geogràfica, el Menjagrà de pit canyella es pot trobar tant als territoris centrals del Brasil, passant per pràcticament la totalitat del territori bolivià, Paraguai, l'oest de l'Uruguai i les províncies nòrdiques de l'Argentina. Viu a les sabanes i pastures humides.
Gràcies a la basta extensió de territori i l'hàbitat que ocupa, es troba en Risc mínim d'extinció, com a tal, no és una espècie que es pugui considerar amenaçada ni gairebé amenaçada pel que fa a la seva conservació.

## Alimentació
Com la resta d'espècies del seu gènere, el Menjagrà de pit canyella s'alimenta a base de llavors, el que, de fet, dona nom al nom comú del seu gènere, Menjagrà.

## Comportament
Aquests ocells tenen un comportament molt territorial.
D'altra banda, el seu cant ha estat força estudiat, i ha estat descrit com a melodiós amb xiulets dolços, agradables a la oïda. Dins l'espècie, trobem cinc regiolectes (variants de cants trobades a subpoblacions d'una espècie amb una gran extensió i en tots els individus dins aquest gran rang), que corresponen amb diferents patrons d'ús d'hàbitat, però que aparegueren independentment de la presència del comportament migratori.